# Юргенсен, Беттина
Беттина Юргенсен (нем. Bettina Jürgensen, род. 1954 в городе Киль земля Шлезвиг-Гольштейн, Германия) — немецкий политический и общественный деятель, председатель Германской коммунистической партии.

## Биография
Беттина Юргенсен получила образование книготорговца. В 17 лет в 1971 году она вступила в ГКП. С 1990 года возглавляла отделение партии в земле Шлезвиг-Гольштейн. На парламентских выборах в Германии в 2005 году безуспешно выдвигалась кандидатом в депутаты от ГКП по Шлезвиг-Гольштейну .
На 19 съезде ГКП 9-10 октября 2010 года в городе Франкфурт-на-Майне была избрана новым председателем ГКП 68 % голосов депутатов и стала таким образом преемницей предыдущего председателя Хайнца Штера (нем. Heinz Stehr). В течение предыдущих двух лет она уже состояла в руководящих органах партии.
На 20-м съёзде ГКП, проходившем 2-3 марта 2013 года в городе Мёрфельден-Вальдорф Беттина Юргенсен уступила пост председателя партии Патрику Кёбеле, но тем не менее осталась в составе руководства партии.